# Ambasada Republicii Moldova în Germania

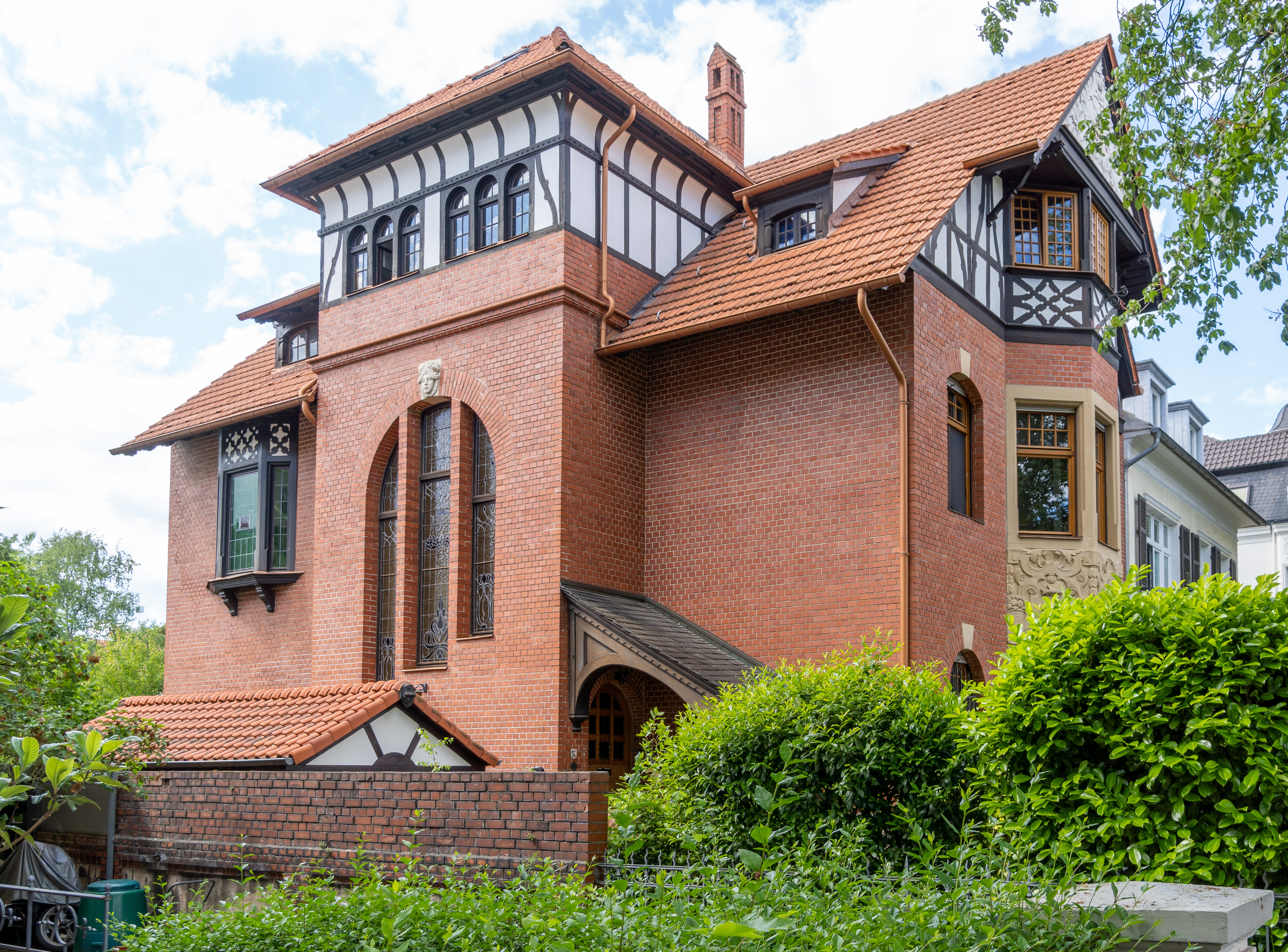
Fosta clădire a ambasadei de la Bonn

Ambasada Republicii Moldova în Germania (în germană Botschaft der Republik Moldau) este misiunea diplomatică a Republicii Moldova în Germania. Sediul ambasadei se află la Berlin.
Republica Moldova are un consulat general la Frankfurt pe Main și consulate onorifice la Hamburg, Kassel, München și Stuttgart.

## Istoric
Republica Moldova și Republica Federală Germania întrețin relații diplomatice din 30 aprilie 1992. Ambasada Republicii Moldova la Bonn a fost deschisă la 28 martie 1995 și mutată la Berlin în 1998.
Ambasada Moldovei se află într-o clădire proiectată de arhitectul Eckart Schmidt și construită în 1974. În acel timp în Republica Democrată Germană (Germania de Est) au fost construite multe ambasade. La fel ca toate celelalte clădiri de pe strada Stavanger, Ambasada Republicii Moldova este una dintre clădire de tip „Pankow III”.

## Ambasadori
- Aurelian Dănilă (1997–2001)[3]
- Nicolae Tăbăcaru (2001–2003)[4]
- Igor Corman (2003–2009)[5]
- Aureliu Ciocoi (2010-2015)[6]
- Oleg Serebrian (2016–2022)[7]
- Aureliu Ciocoi (din 2022)[8]